# ブルーバード・レコード
ブルーバード・レコード（Bluebird Records）は、1932年RCAレコードにより設立されたレコード・レーベルである。
現在は米ソニーBMG（旧BMG勢）のRCAビクターグループの傘下にある。日本の販売元はソニー・ミュージックジャパンインターナショナル・RCA/JIVEグループである。
元はジャズを中心としたRCA、旧RVC→BMGビクター→BMG JAPAN系のアーティストの再発をメインとしていたが、2002年あたりより新たにレーベルを立て直し、フォープレイやそのメンバーのラリー・カールトン等フュージョン（コンテンポラリー・ジャズ）に主力を置き、再活性化していた。
2008年、ソニー・ミュージックエンタテインメントがBMGを完全子会社としたことにより、傘下のブルーバード音源も同社管轄となった。